# Diagrama de cordes
Un diagrama de cordes és un mètode gràfic de presentar interrelacions entre dades en una matriu. Les dades són situades radialment al voltant d'un cercle amb les relacions entre els punts típicament dibuixades com arcs connectant les dades.
El format pot ser estèticament agradable, de manera que aquests diagrames són una opció freqüent en el món de la infografia.

## Origen del seu nom
El nom d'aquests diagrames ve de la terminologia usada en geometria. Una corda d'un cercle és un segment de línia geomètric els extrems del qual se situen en el cercle. Els diagrames de cordes són també coneguts amb el nom de diagrames radials de xarxa.

## L'ample de les línies
L'ample de les línies pot utilitzar-se per representar el valor de la matriu en la caselles corresponents als punts enllaçats. Atès que aquests valors poden ser diferents, és possible representar amples de sortida i d'arribada diferents.

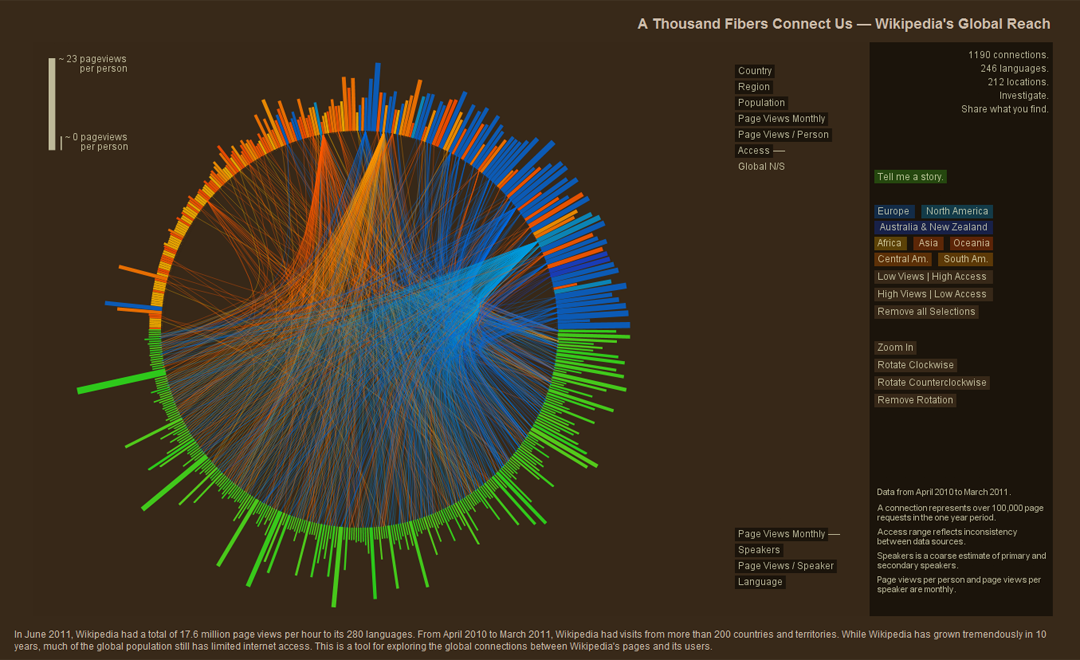
Diagrama de cordes de «Mil fibres ens connecten - Abast global de Viquipèdia», que va participar en el repte de visualització de dades de WikiViz 2011. Les línies connecten lectors de Viquipèdia en diversos idiomes (part baixa) amb països (part alta)
Diagrama de cordes que representa l'idioma a partir del qual es fan les traduccions entre quatre idiomes amb l'eina de traducció de Viquipèdia. Es pot observar que la majoria de les traduccions es fan a partir de l'anglès

## Història
Aquest tipus de diagrames es va popularitzar el 2007 gràcies al seu ús en les infografies presentades pel The New York Times sobre el genoma humà.

## Eines
La biblioteca informàtica D3.js ofereix suport per a generar diagrames de cordes totalment parametritzats per l'usuari.